# АК-107
Автоматы Александрова-Калашникова АК-107 (5,45×39 мм), АК-108 (5,56×45 мм НАТО), АК-109 (7,62×39 мм) были разработаны на Ижевском машиностроительном заводе на основе автоматов АК74М, АК101 и АК103  соответственно. Отличаются наличием сбалансированной автоматики, ранее использованной в моделях АЛ-7 и АЕК-971. Сбалансированная автоматика существенно улучшает кучность стрельбы очередями из неустойчивых положений, в сравнении с АК74М — на 15-20 %. Однако в дальнейшем от такой схемы балансировки автоматики АК отказались. 

## История
Автоматы АК-107, АК-108 и АК-109 разработаны в 1999 году конструкторами Ю. К. Александровым и В. Н. Параниным после успешных войсковых испытаний в 1998 году ковровского автомата со сбалансированной автоматикой АЕК-971 конструкции С. И. Кокшарова.
В 2011 году концерн ИЖМАШ продемонстрировал усовершенствованный автомат АК-107 в качестве возможной замены автоматам АК74М. Сбалансированная автоматика в АК-107 отсутствует, вариант отличается новой крышкой ствольной коробки со встроенной направляющей типа Пикатинни для быстрой и удобной установки оптических прицелов. В задней части ствольной коробки установлен регулируемый диоптрический прицел, сменивший традиционный для автоматов Калашникова открытый целик с U-образной прорезью.
В сентябре 2012 года в ходе испытаний для комплекта снаряжения «Ратник» был испытан бойцами подразделения армии РФ новый вариант АК-107, особенностью которого в первую очередь является наличие крепёжных планок Пикатинни. Кроме этого новый автомат оснащён разработанным «ИЖМАШ» 60-зарядным магазином и голографическим прицелом отечественного производства.
В 2014 году концерн «Калашников» анонсировал карабин для практической стрельбы «Сайга-107», основанный на наработках АЛ-7 и АК-107. Позднее он был переименован в Kalashnikov SR1.

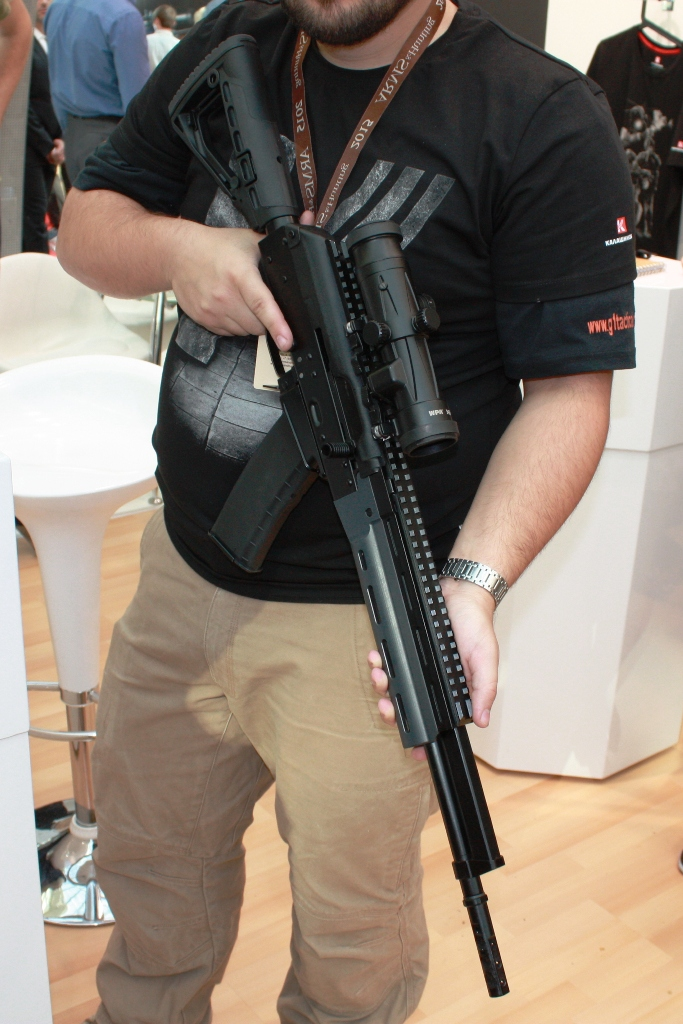
Saiga MK-107

## Отказ от принятия на вооружение
22 июня 2014 года испытания для экипировки «Ратник» прошли автоматы двух производителей: АК-12 концерна «Калашников» и А-545 ковровского завода имени Дегтярева, сообщил заместитель председателя Военно-промышленной комиссии при правительстве Российской Федерации Олег Бочкарев:
«Обычно мы выходим на один образец. В процессе предварительных испытаний мы убедились, что и тот, и тот автомат получился. Сейчас важный момент для производителей и для военных — выбрать тот единый образец оружия, что будет в России», - пояснил представитель Военно-промышленной комиссии «Русской службе новостей»
Таким образом, из автоматов со сбалансированной автоматикой государственные испытания РФ прошел не модернизированный АК-107, а автомат А-545 — преемник автомата АЕК-971 ковровского завода имени Дегтярева.
Предполагалось на предварительные испытания конкурса «Ратник» представить автоматы АК-107 и АК-109, однако после заводских испытаний было решено отказаться от автомата АК-109, так как в калибре 7,62 мм улучшения кучности стрельбы заводские испытания не выявили.
По словам главного конструктора завода «Ижмаш» Владимира Злобина, в АК-12 удалось добиться такой же кучности стрельбы, как в АК-107, при этом от сбалансированной автоматики в нем отказались по причине снижения надежности и дороговизны производства. Это и стало определяющим при итоговом конкурсе, результаты которого стали известны в феврале 2015 года — основным автоматом военной экипировки военнослужащих «Ратник» стал новый АК-12.

## Описание
Применена сбалансированная автоматика для повышения кучности стрельбы за счёт гашения колебаний затворной группы. В узел автоматики добавлен балансир — второй газовый поршень, соответствующий по массе затворной группе и движущийся с затворной группой в противоположных направлениях. Для синхронизации скоростей затворная рама и балансир связаны через зубчатые рейки и шестерню, ось которой укреплена в ствольной коробке.
В момент выстрела поршни рамы и балансира играют роль передней и задней стенок газовой камеры и удаляются друг от друга. Импульс при соударении затворной группы со ствольной коробкой в заднем положении гасится противоположным импульсом балансира на другом конце ствольной коробки. После отскока затворная группа с поршнем движется навстречу балансиру, перезаряжает оружие и через шестерню тянет балансир в исходное положение. Удар при запирании затвора компенсируется воздействием балансира на поршень затвора через пружину-компенсатор. Отдача оружия от выстрела, — пока затвор еще в запертом положении, — уменьшается дульным тормозом.
Ход поршня приходится сокращать, поскольку два поршня двигаются в одном, хотя и удлиненном, канале. Поэтому темп огня в автоматическом режиме возрастает с 600, как у АК74М, до 850 − 900 выстрелов в минуту.
Кучность стрельбы очередями из неустойчивых положений, по некоторым оценкам, может увеличиться в 1,5-2 раза при использовании данной схемы. В реальности она увеличилась в 1,2 раза. В то же время, конструкция оружия усложняется незначительно, особенно в сравнении с лафетной схемой автоматики, применяемой для улучшения кучности стрельбы (например, в автомате Никонова АН-94).
Дополнительно могут устанавливаться оптический и ночной прицелы и 40-мм подствольные гранатомёты ГП-25 «Костёр» или ГП-30 «Обувка».
Предохранитель-переводчик режимов огня аналогичен другим автоматам АК и имеет дополнительное положение для стрельбы очередями с отсечкой в 3 выстрела. Как и в других автоматах Калашникова «сотой серии», при производстве используются современные полимерные материалы.

## Гражданские варианты
На базе автомата АК-107 разработан и серийно выпускается гражданский самозарядный карабин Kalashnikov SR-1, на этапе создания также известный как Сайга-107.